# Martin Toschew
Martin Toschew (auch Martin Toshev geschrieben, bulgarisch Мартин Тошев; * 15. August 1990 in Sofia, Bulgarien) ist ein bulgarischer Fußballspieler. Er ist ein schneller Spieler, der sowohl Rechtsaußen, als auch als zweiter Stürmer spielen kann.

## Karriere
Martin Toschew startete seine Karriere in der Jugendmannschaft von ZSKA Sofia. Im Januar 2008 ging Toschew nach Deutschland, wo er in der Jugend-Akademie des 1. FC Köln trainierte und auch zwei Spiele absolvierte. Dennoch kehrte Toschew nach sechs Monaten nach Bulgarien zurück und unterzeichnete mit ZSKA Sofia seinen ersten professionellen Dreijahresvertrag.
Am 6. Dezember 2008 erzielte Toschew seine ersten Tore für den „Armeeklub“ im Achtelfinale des bulgarischen Pokals gegen PFC Balkan Botewgrad. Toschew wechselte nach Ende der Saison 2008/09 zum bulgarischen Erstligisten FC Tschernomorez Burgas für 100.000 Euro. Am 17. August 2009 machte Toschew sein Debüt für das Team aus Burgas im Heimspiel gegen Lokomotive Plowdiw, das mit einem 2:1-Heimsieg endete. In der Winterpause der Saison 2011/12 wurde sein Vertrag mit dem Club aus Burgas aufgelöst und er wechselte ablösefrei zu Slawia Sofia und ein Jahr später zu Septemwri Simitli.
In der Saison 2014/15 spielt er für Pirin Blagoewgrad. Er erzielte dort in der ersten und zweiten bulgarischen Liga 16 Tore in 49 Ligaspielen.
Zur Saison 2016/17 wechselte Toschew zum deutschen Zweitligisten FC Erzgebirge Aue. Im Januar 2017 wurde Toschew für die Rückrunde zum Drittligisten VfR Aalen ausgeliehen. Im Sommer folgte dann der Wechsel zurück in seine Heimat zum Erstligisten Septemwri Sofia. Hier erzielte er in 32 Spielen elf Tore und landete am Ende mit dem Verein auf dem 8. Platz. 
Doch im Sommer 2018 wechselte er weiter zum amtierenden libanesischen Meister al Ahed. Mit dem Verein konnte er in der folgenden Spielzeit den Titel verteidigen und Toshev steuerte zehn Treffer hinzu, was Platz drei in der Torschützenliste bedeutete.
Im Sommer 2019 wechselte er zurück nach Bulgarien zum ZSKA 1948 Sofia. Bereits wenige Tage später erfolgte sein Wechsel nach Kasachstan zu Schetissu Taldyqorghan in die 1. Liga.

## Erfolge
- Bulgarischer Superpokal: 2008
- Libanesischer Superpokal: 2018
- Libanesischer Meister: 2019